# Fosfoproteïna
Una fosfoproteïna és una proteïna que ha estat modificada posttraduccionalment per la unió covalent a una substància que conté àcid fosfòric. Un exemple d'aquest grup és un grup fosfat. Els aminoàcids que es fosforilen acostumen a ser serina, treonina, tirosina (en els eucariotes), aspartat o histidina (en els procariotes).
Al voltant d'un terç del proteoma dels mamífers són fosfoproteïnes